# Casimir Christoph von Brackel

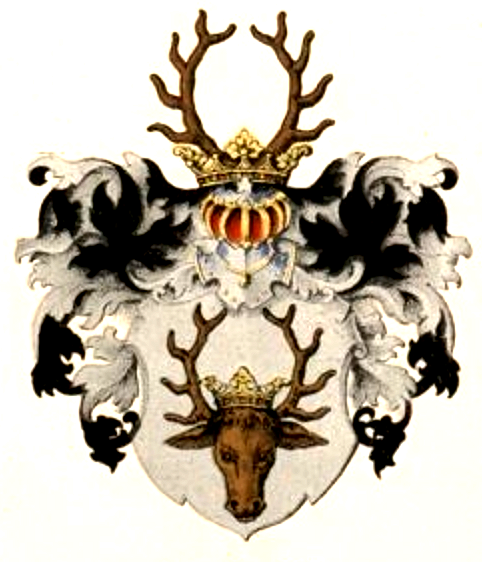
Wappen der Familie Brackel

Casimir Christoph von Brackel (* 1686; † 8. Januar 1742 in Berlin) war Landhofmeister und Kanzler des Herzogtums Kurland und Semgallen.

## Leben
Im Alter von 16 Jahren studierte Brackel noch in Königsberg, war aber bereits 1703 als Jurastudent in Halle immatrikuliert.
Im Jahre 1714 und in den Jahren 1717 bis 1718 war Brackel Hauptmann in Schrunden. Bereits 1716 war er Obereinnehmer für Semgallen sowie 1717 Landbotenmarschall. In den Jahren 1718 bis 1727 war Brackel Oberhauptmann in Mitau. 1727 bekleidete er das Amt des kurländischen Landmarschalls, wurde im selben Jahr aber noch kurländischer Kanzler und Oberrat, blieb dann bis 1729 in dieser Anstellung, um von 1729 bis 1731 das Amt des kurländischen Landhofmeisters auszufüllen.
Als Landesdelegierter in Warschau in den Jahren 1724 und 1726 trat er für die Wahl Prinz Moritz von Sachsen zum Herzog von Kurland ein. Sein Sohn, Friedrich von Brackel (* 1715; † 1779), stand später als Adjutant in dessen Dienst. 1731 trat Brackel in russische Dienste und wurde wirklicher Geheimrat. Bis zum Jahr 1735 war er bevollmächtigter Minister in Dänemark und konnte dort u. a. die Anerkennung des russischen Kaisertitels erreichen. Danach war Brackel bis 1741 russischer Gesandter am preußischen Hof in Berlin. Zwischendurch wurde er im Jahre 1739 mit besonderer Mission nach Wien entsandt. 1741 wurde er krankheitsbedingt aus dem Dienst entlassen.
Casimir Christoph von Brackel war Ritter des Alexander-Newski-Orden und des St. Andreas-Orden. Er war Erbherr auf Kuckschen und Klein Dsirren im Kirchspiel Kandau sowie auf Apricken und Seemuppen im Kirchspiel Sackenhausen. Ab 1720 besaß er auch Daudsewas (bis 1727) und Salwen im Kirchspiel Nerft sowie Berghof im Kirchspiel Friedrichstadt.

## Familie
Er war Angehöriger des baltischen Adelsgeschlecht Brackel. Seine Eltern waren der kurländische Kanzler, Oberrat und Landhofmeister Friedrich von Brackel (* 1634; † 1708) und dessen zweite Ehefrau Gertrud von Korff.
Er war seit 1711 mit Eva Elisabeth von Plettenberg († sp. 1721) vermählt. Die Ehe wurde 1720 geschieden. Der einzige Sohn, Friedrich von Brackel, begab sich in französische Dienste und erwarb schließlich die Herrschaft Chamblon in der Schweiz. Mit dessen Enkel Heinrich Rudolph von Brackel erlosch die kurländische Linie der Familie.